# Lysidice collaris
Lysidice collaris är en ringmaskart som beskrevs av Grube 1870. Lysidice collaris ingår i släktet Lysidice och familjen Eunicidae. Utöver nominatformen finns också underarten L. c. kermadecensis.